# De nens
De nens ("De crianças", 2004) é um documentário do diretor catalão Joaquim Jordà, no qual este revela a manipulação do chamado 'caso Raval' –sobre uma suposta rede de pederastia descoberta no bairro barcelonês do Raval em 1997, o qual teve uma ampla repercussão midiática na Catalunha e na Espanha e que resultou uma invenção da polícia a partir de um pequeno caso isolado– ideada pelos meios de comunicação, o sistema judiciário, a imprensa, a polícia e os políticos, inspirado por interesses urbanísticos e jogos de poder. Um dos objetivos centrais do filme não é de realizar um documento sobre o julgamento contra os acusados de pederastia, mas sim mostrar como funciona a imprensa através de um julgamento e como ela construi notícias falsas. 
O filme é baseado no livro do jornalista catalão Arcadi Espada Raval: Del amor a los niños (Barcelona, 2000), uma obra de pesquisa documental que descreve a caça às bruxas desencadeada após a descoberta da suposta rede de pederastia em 1997, e que serviu para desarticular a Taula del Raval, a organização que se opunha com mais decisão às intenções especuladoras da Prefeitura de Barcelona. 